# Гладијатор 2
Гладијатор 2 (енгл. Gladiator II) је епски историјско-акциони филм из 2024. године, режисера и продуцента Ридлија Скота, према сценарију који је написао Дејвид Скарпа из сопствене приче уз помоћ Питера Крејга. Наставак је филма Гладијатор (2000), а главне улоге у филму тумаче Пол Мескал, Педро Паскал, Џозеф Квин, Фред Хехингер, Лиор Раз, Дерек Џејкоби, Кони Нилсен и Дензел Вошингтон. Прича прати Луција, бившег наследника Римског царства и сина Максима и Лусиле, који постаје гладијатор након што је његов дом напала римска војска под вођством Марка Акација. Луције је жељан освете и бори се као гладијатор за Макрина, бившег роба који планира да свргне цареве Каракалу и Гету.
О наставку филма Гладијатор се расправљало још у јуну 2001. године, а очекивало се да ће се Дејвид Францони и Џон Логан вратити као сценаристи. Током наредних година, Ридли Скот је повремено давао новости о пројекту, укључујући могући повратак главног глумца оригиналног филма, Расела Кроуа, као и идеје за заплет везане за римски загробни живот и различите историјске епохе. Развој је прекинут када је DreamWorks продао права на филм студију Paramount Pictures 2006. године. Филм је коначно најављен 2018, а Пол Мескал је добио главну улогу у јануару 2023. године. Остатак глумачке екипе се придружио наставку у наредним месецима. Филм је сниман од јуна 2023. до јануара 2024, уз петомесечну паузу због протеста холивудских филмских стваралаца 2023. године.
Филм је премијерно приказан 30. октобра 2024. у Сиднеју, док је у биоскопима објављен 15. новембра исте године. Наишао је на углавном позитивне реакције критичара. Наставак, Гладијатор 3, тренутно је у фази развоја.

## Радња
Шеснаест година након смрти Марка Аурелија, Римом заједнички владају корумпирани цареви Гета и Каракала. У Нумидији, избегли Римљанин Луције Вер Аурелије живи са својом женом Аришат под псеудонимом „Хано”. Римска војска под командом генерала Марка Акација осваја град, поробљава Луција и убија Аришат. Како би приказали робове као потенцијалне гладијаторе, Римљани их приморавају да се боре против дивљих павијана. Луције брутално убија једног мајмуна, чиме импресионира трговца гладијаторима, Макрина. Иако Луције не жели да буде гладијатор, Макрин му обећава прилику да убије Акација ако победи у довољно борби у Риму.
Акације се враћа у Рим као ратни јунак. Гета и Каракала организују гладијаторске игре у Колосеуму у част његове победе. Уморан од рата, Акације тражи да се повуче са својом женом Лусилом, али цареви му то одбијају и планирају освајање Персије и Индије. Сенатор Тракс приређује забаву за цареве, на којој организује гладијаторски двобој. Након што Луције победи свог противника, Гета га пита одакле је. Луције презриво рецитује Вергилијеву поезију, откривајући своје римско образовање. Рави, лекар гладијатора, лечи Луцијеве повреде и спријатељује се с њим.
У Колосеуму, Луције опонаша покојног легендарног гладијатора Максима како би победио у борбама. Лусила препознаје Луција као свог сина и царског наследника, ког је послала из Рима као дете како би га заштитила од борбе за престо. Током битке бродовима у Колосеуму, Луције предводи своју страну до победе и испаљује самострел на Акација, али не успева да га убије. После битке, Лусила покушава да се поново зближи са сином, али је Луције одбацује, бесан је што је био приморан да напусти Рим док је његова мајка живела у раскоши, и разочаран што је њен нови љубавник узроковао смрт његове жене.
Луције сазнаје да је Рави некада био роб који је освојио своју слободу у Колосеуму. Рави показује Луцију гладијаторско светилиште посвећено Максиму, које чува Максимов мач и оклоп. Лусила и Акације се удружују са сенаторима Траксом и Грахом како би свргнули цареве и обновили Републику. Акације такође пристаје да спасе Луција из ропства. Међутим, Тракс, који дугује Макрину новац, открива њихов план Макрину. Како би стекао царску наклоност, Макрин саветује царевима да ухапсе Лусилу и Акација због издаје.
Макрин додељује Луцију задатак да убије Акација у Колосеуму. Луције се бори против Акација, али одбија да га погуби. Преторијанска гарда убија Акација по Гетиној наредби, изазивајући побуну народа. Када Макрин упита Луција зашто је одбио да убије Акација, овај одговара како Рим може бити боље место, али Макрин се не слаже. Макрин посећује Лусилу у њеној ћелији и открива да је и сам некад био роб под владавином њеног оца Марка Аурелија и да ће се осветити Риму тиме што ће постати цар и окончати царску династију.
Макрин манипулише Каракалом да убије Гету. Након што Каракала именује свог мајмуна за конзула, Макрин убеђује Сенат да га свргне. Такође убеђује Каракалу да искористи Лусилу као мамац у Колосеуму, док ће само Луције бранити њу од хорде непријатеља. Према његовом плану, Луције и Лусила ће бити убијени, што ће изазвати нову побуну, коју ће Сенат смирити погубљењем Каракале.
Луције и Лусила се мире како би победили Макрина. Лусила открива Луцију да је он Максимов син и даје му очев прстен. Луције шаље Равија са прстеном да се састане са Акацијевим легијама изван Рима, тражећи војну помоћ. Лусила је доведена у Колосеум заједно са сенаторима који су са њом ковали заверу. Наоружан Максимовим мачем и оклопом, Луције подстиче гладијаторе да се побуне против својих тлачитеља и одбране Лусилу од погубљења. Грах је убијен у насталом хаосу, док Макрин убија Лусилу и Каракалу. Макрин бежи из града у коме су почели нереди, док га Луције прати.
Акацијеве и Макринове војске долазе једна испред друге изван Рима. Да би избегао битку, Макрин започиње двобој са Луцијем. Иако Макрин готово убија Луција у реци, Луције је инспирисан гласом своје мајке и убија Макрина. Он открива свој прави идентитет царског наследника и убеђује преторијанце да га пусте у Рим. Касније, Луције оплакује своје родитеље у Колосеуму.

## Улоге
| Глумац           | Улога                      |
| ---------------- | -------------------------- |
| Пол Мескал       | Луције Вер Аурелије / Хано |
| Педро Паскал     | Марко Акације              |
| Кони Нилсен      | Лусила                     |
| Дензел Вошингтон | Макрин                     |
| Џозеф Квин       | цар Гета                   |
| Фред Хехингер    | цар Каракала               |
| Лиор Раз         | Виго                       |
| Дерек Џејкоби    | сенатор Грах               |
| Питер Менса      | Јубарта                    |
| Мет Лукас        | мајстор церемоније         |
| Александер Карим | Рави                       |
| Тим Макинерни    | сенатор Тракс              |
| Рори Макан       | Тегула                     |
| Јувал Гонен      | Аришат                     |
| Алек Утгоф       | Дарије                     |
| Јан Гаел         | Бостар                     |